# 東馬耳他科勒尼
東馬耳他科勒尼（英語：East Malta Colony）是位於美國蒙大拿州菲利普斯縣的普查規定居民點。

## 人口
根據2020年美國人口普查的數據，東馬耳他科勒尼的面積為0.64平方千米，當中陸地面積為0.63平方千米，而水域面積為0.01平方千米。當地共有人口97人，而人口密度為每平方千米151.56人。